# Ramshorn Dude Ranch Lodge
 (janvier 2021).
Pour l’article homonyme, voir Ramshorn.
Le Ramshorn Dude Ranch Lodge est un ancien lodge américain dans le comté de Teton, dans le Wyoming. Construit dans un ranch hôtelier du parc national de Grand Teton en 1935-1937, il est inscrit au Registre national des lieux historiques depuis le 19 août 1998.